# Crocidura nigricans
Crocidura nigricans is een zoogdier uit de familie van de spitsmuizen (Soricidae). De wetenschappelijke naam van de soort werd voor het eerst geldig gepubliceerd door Bocage in 1889.

## Voorkomen
De soort komt voor in Angola.